# Ring Rotterdam
De ringweg van Rotterdam (Ring Rotterdam) ofwel Rotterdamse Ruit is een wegennet dat gedeeltelijk door de stad Rotterdam en gedeeltelijk buiten de stad loopt. Het is de grootste en drukste ringweg van Nederland. Deze ringweg, ook wel bekend als de Rotterdamse Ruit, is 41 km lang en telt in totaal ruim 15 afritten en 6 knooppunten. De ringweg ligt in de gemeenten Rotterdam, Schiedam, Barendrecht en Ridderkerk.
De Ringweg bestaat uit vier doorlopende rijkswegen:
1. (Ring Rotterdam Noord)
2. (Ring Rotterdam Oost)
3. (Ring Rotterdam Zuid)
4. (Ring Rotterdam West)

De knooppunten zijn (met de klok mee):
- Kethelplein, verbinding tussen Ring West en Ring Noord
- Kleinpolderplein, aansluiting op de
- Terbregseplein, verbinding tussen Ring Noord en Ring Oost
- Ridderkerk, verbinding tussen Ring Oost en Ring Zuid en aansluiting op de
- Vaanplein, aansluiting op de
- Benelux, verbinding tussen Ring Zuid en Ring West

Bruggen en tunnels in deze ring zijn:
- Giessenbrug in de A20 (Ring Noord) - verbinding in het noorden
- Van Brienenoordbrug in de A16 (Ring Oost) - verbinding tussen A15 en A20.
- Beneluxtunnel in de A4 (Ring West) - verbinding tussen de A15 en de A20.

Op de ringweg staan regelmatig files die worden veroorzaakt door de grote drukte van Rotterdam en omgeving. 

Ring Rotterdam · S100 · S101 · S102 · S103 · S104 · S105 · S106 · S107 · S108 · S109 · S110· S111· S112· S113 · S114· S115· S116 · S117 · S118 · S120 · S121  · S122 · S123 · S124 · S125 · S126
Almelo · Almere · Alkmaar · Alphen aan den Rijn · Apeldoorn · Assen · Barendrecht · Bergen op Zoom · Den Haag · Dordrecht · Eindhoven · Enschede · Groningen · 's-Hertogenbosch · Hilversum · Hoofddorp · Houten · Leeuwarden · Oud-Beijerland · Parkstad Limburg · Sneek · Tilburg · Utrecht · Weert · Zoetermeer · Zwolle

Ringwegen geheel uitgevoerd als autosnelweg: Amsterdam · Rotterdam

Opgeheven: Maastricht